# Iwona Blecharczyk
Iwona Blecharczyk, Iwona Blecharczyk-Trębicka (* 24. September 1987 in Kosztowa, Polen als Iwona Monika Blecharczyk) ist Berufskraftfahrerin, Betreiber und Moderatorin eines Podcast-Kanals, Buchautorin, Mitwirkende und Darstellerin in diversen TV-, Radio- und Printproduktionen, Repräsentantin von verschiedenen Organisationen und Herstellern aus dem Bereich Transport. Die Firma Mattel ehrte sie mit einer eigenen Barbiepuppe der Serie „Shero“. Des Weiteren ist sie Inhaberin des Transportunternehmens „Imagination“, YouTuberin mit zahlreichen Filmen aus Eigenproduktionen und Lehrerin für Englisch als Fremdsprache.

## Biografie
Blecharczyks Eltern sind beide Lehrer bzw. Schuldirektor. Sie lebt in der polnischen Woiwodschaft Karpatenvorland. Im Jahr 2007 nahm sie am Wettbewerb Miss Polen teil und erreichte das Finale der Miss Polonia für die Region Podkarpacia. Sie schloss ihr Studium 2010 ab und ist diplomierte Lehrerin. Im Jahr 2011 wechselte sie ihren Beruf und wurde LKW-Fahrerin. Erst im Fernverkehr im gesamten West-Europa, danach Schwerlastverkehr vorrangig in Polen, Deutschland und angrenzenden Staaten.
Seit 2013 teilt sie ihr Fahrerleben auf YouTube als „Trucking Girl“ in selbst erstellten Filmen, in denen sie Aufnahmen aus der LKW-Kabine präsentiert und über LKW-bezogene Themen spricht.
Sie tritt öffentlich auf und spricht zum Thema LKW-Fahrerin:
- 9/2015 – Gastrednerin auf Einladung bei der TEDxWarsaw 2016 Informations-Konferenz über ihr Leben als LKW-Fahrerin.[12]
- 5/2017 – Gastrednerin bei der LogMeeting-Konferenz an der  Wyższa Szkoła Logistyki in Posen zum Thema „Die Logistikerin“.[13]

2017/18 unterbrach sie den Schwerlasttransport für ein Jahr, um in Nordamerika neue Erfahrungen als Fahrerin zu sammeln. So arbeitete sie als Fernfahrerin zuerst von Kanada aus bis zur Mexikanischen Grenze hinunter, 2018 dann zwei Monate eine komplette Ice Road Session im kanadischen Nordwest-Territorium und vier Monate Offroad durch die westkanadischen Wälder über unbefestigte Straßen mit einem als Super-B bezeichneten Doppeltrailer.
Sie ist Gewinnerin des Titels „Person des Jahres – Wings of Transport 2019“, verliehen von Transport Logistyka Polska.
Im Jahr 2020 veröffentlichte sie das Buch Trucking Girl. A 70-Meter Truck Across the World.
2/2020 – Als Vertreterin des polnischen Transport und Logistikverband (TLP) bei Vereinbarungen zur „Vereinbarung für verantwortungsvollen und sicheren Straßenverkehr“ mit der Gewerkschaft NSZZ „Solidarność“.
Seit 2020 ist sie Teilnehmerin und Gastrednerin des CSR Europe – Das europäische Unternehmensnetzwerk für unternehmerische Nachhaltigkeit und Verantwortung zu Arbeitsbedingungen der Lkw-Fahrer.
2021 gründete sie ihr eigenes Transportunternehmen „Imagination Iwona Blecharczyk“ für Stückgut-Fernverkehr (mit ADR Zulassung) und Schwerlasttransporte.
2022 bis 2024 – Charity-Kalender, deren Erlös erkrankten oder verunfallten LKW-Fahrern zugutekommt.
3/2023 – Teilnehmer und Gastredner der ESPORG-Konferenz 2023 im EU-Parlament / Brüssel.
4/2023 – Teilnehmer und Gastredner (+ Video), auf Einladung des Transport i Logistyka Polska (TLP), der Konferenz für „Arbeits- und Ruhebedingungen für Berufskraftfahrer“ 2023 im EU-Parlament in Brüssel.
5/2024 - Heirat mit einem Logistik Manager, Bereich LKW Transport

## Veröffentlichungen
- Trucking Girl. A 70-Meter Truck Across the World ISBN 978-83-287-1519-6

## Filmographie TV (Auswahl)
- 2015, Pytanie na Śniadanie –  wywiad Iwona Blecharczyk, Frage zum Frühstück – Morgenprogramm von TVP2[23]
- 2020, Przygody Truckerki (Abenteuer eines Trucker-Mädchens), 8 Folgen à 44 Min.[24], Produktion: Discovery Channel, Warner Bros.,
- 2021, Frauen im Riesentruck: das Ende einer Männerbastion, Produktion: ARTE / Spiegel TV, Dokumentarfilm[25]
- 2021, Strauss Farmers Cup: Introducing Team Poland, Moderation, Produktion: Engelbert Strauss, Promotionfilm[26]
- 2021, Strauss Farmers Cup: Final Result Team Poland, Moderation, Produktion: Engelbert Strauss, Promotionfilm[27]
- 2021, Strauss PopUp Store Kattowitz, Moderation, Produktion: Engelbert Strauss, Promotionfilm[28]
- 2021, Motocaina, Automobilprogramm Motozoom, ausgestrahlt auf Biznes24 und Antena HD.[29]
- 2022, Volvo Trucking Adventure, 3-teilige Image-Film Serie der Fa. Volvo Trucks[30]
- 2024, die doku: Mensch, Europa!  Leben in Russlands Visier (2/2), Produktion: ZDF-Auslandsjournal, Dokumentarfilm
- 2024, Mima-Menschen: Iwona Blecharczyk, Produktion: ZDF-Mittagsmagazin, Dokumentarfilm